# Rhus jaliscana
Rhus jaliscana är en sumakväxtart som beskrevs av Standley. Rhus jaliscana ingår i släktet sumaker, och familjen sumakväxter. Inga underarter finns listade i Catalogue of Life.